# Ficimia streckeri
Ficimia streckeri är en ormart som beskrevs av den amerikanske herpetologen Edward Harrison Taylor 1931. Ficimia streckeri ingår i släktet Ficimia, och familjen snokar. IUCN kategoriserar arten globalt som livskraftig. Inga underarter finns listade.

## Utbredning
Ficimia streckeri har sitt utbredningsområde från södra Texas i USA, genom nordöstra Mexiko ner till Hidalgo, Puebla och Veracruz (Hardy 1976, Ernst och Ernst 2003). Den finns från havsnivå upp till åtminstone 1500 meter över havet (Hardy 1976). 

## Habitat
Arten trivs i tropisk lövskog och i annan snårig skogsmark, särskilt nära vattendrag och intill jordbruksmark.  Den klarar att gräva sig ner i mjuk jord. 